# Le Protecteur d'Istanbul
Pour les articles homonymes, voir Protector.
Le Protecteur d'Istanbul, ou L'Ultime rempart au Québec (Hakan: Muhafız), est une série télévisée turque en 32 épisodes d'environ 45 minutes créée par Binnur Karaevli et mise en ligne entre le 14 décembre 2018 et le 9 juillet 2020 sur Netflix. Elle est basée sur Karakalem ve Bir Delikanlının Tuhaf Hikayesi, œuvre de la romancière turque Nilüfer İpek Gökdel publiée en 2016. Il s'agit de la première série originale turque de Netflix.

## Synopsis
Avec l'aide d'un ancien ordre secret, un jeune homme doit lutter contre des ennemis immortels pour sauver la ville d'Istanbul.

## Distribution

### Acteurs principaux
- Çağatay Ulusoy (VF : Eilias Changuel) : Hakan Demir
- Ayça Ayşin Turan (tr) (VF : Caroline Mozzone) : Leyla Sancak
- Hazar Ergüçlü (tr) (VF : Kelly Marot) : Zeynep Erman
- Yurdaer Okur (tr) (VF : Guillaume Orsat) : Kemal Erman
- Okan Yalabık (tr) (VF : Bertrand Liebert) : Faysal Erdem
- Mehmet Kurtuluş (VF : Stéphane Pouplard) : Mazhar Dragusha

### Acteurs récurrents
- Mehmet Yılmaz (VF : Olivier Chauvel) : Tekin
- Yücel Erten (tr) (VF : Gilbert Levy) : Neşet Korkmaz
- Cankat Aydos (VF : Romain Altché) : Memo
- Celal Öztürk (VF : Gabriel Bismuth-Bienaimé) : Can (saison 1, épisode 3)
- Fatih Dönmez (tr) (VF : Anatole de Bodinat) : Orkun Akın
- Kubilay Karslıoğlu (tr) (VF : Boris Rehlinger) : Serdar Türker
- Cem Yiğit Üzümoğlu (tr) (VF : Martin Faliu) : Emir Türker
- ? (VF : Sébastien Ossard) : Adem
- Saygın Soysal (tr) (VF : Guillaume Bourboulon) : Mergen
- Burçin Terzioğlu (tr) (VF : Marie Chevalot) : Rüya
- Şenay Aydın (tr) (VF : Stéphanie Lafforgue) : Derya

### Version française
- Société de doublage : VSI Paris - Chinkel S.A.
- Direction artistique : Thomas Charlet
- Enregistrement : Mathieu Chiaverini, Marion Fourcine, Renaud Natkin
- Montage : Jean-François Anne
- Mixage : Aurélie Raoût
- Adaptation : Alexandre Desbets-Jestaire, Jennifer Dufrene

 Source et légende : version française (VF) sur RS Doublage

## Fiche technique
- Titre original : Hakan: Muhafız
- Titre international : ''The Protector
- Titre français : Le Protecteur d'Istanbul
- Titre québécois : L'Ultime rempart
- Création : Binnur Karaevli
- Réalisateurs : Can Evrenol, Umut Aral, Gönenç Uyanık
- Scénaristes : Jason George, Yasemin Yılmaz, Emre Özpirinççi, Kerim Ceylan, Binnur Karaevli, Volkan Sümbül
- Directeur artistique : Sedef Gürtop
- Chef décorateur : Deniz Göktürk Kobanbay
- Directeur de la photographie : Gökhan Tiryaki
- Musique : FFW Creative Audio Istanbul
- Montage vidéo : Aziz İmamoğlu, Korhan Koryürek, Murat Başören, Çiçek Kahraman
- Casting : Yudum Erdem, Gökhan Akköprülü
- Producteur : Alex Sutherland
  - Producteur exécutif : Onur Güvenatam
- Sociétés de production : Netflix, O3 Medya
- Société de distribution : Netflix
- Pays d'origine :  Turquie
- Langue originale : turc
- Format : couleur - 16:9 HD - Dolby Digital Plus
- Date de première diffusion :  14 décembre 2018

## Production
Le 29 mai 2017, Netflix annonce sa première série originale turque pour l'année suivante et explique brièvement l'intrigue. Le 7 mars 2018, le casting est précisé et la production de la série débute. Le 18 avril 2018, le titre international de la série, The Protector, est confirmé. Le 1er octobre 2018, les premières images de la série sont communiquées. La bande annonce est publiée le 14 novembre 2018.
La première saison est diffusée intégralement le 14 décembre 2018. En quatre semaines de diffusion, la série est vue par dix millions de foyers sur Netflix.
La série est renouvelée pour une deuxième saison dont la diffusion est prévue pour le 26 avril 2019,,.
Le 10 juin 2019, la série est renouvelée pour une troisième et quatrième saison.

## Épisodes

### Première saison (2018)
Diffusée intégralement le 14 décembre 2018. Les épisodes, sans titre, sont numérotés de un à dix.

### Deuxième saison (2019)
Diffusée intégralement le 26 avril 2019. Les épisodes, sans titre, sont numérotés de un à huit.

### Troisième saison (2020)
Diffusée intégralement le 6 mars 2020. Les épisodes, sans titre, sont numérotés de un à sept.

### Quatrième saison (2020)
Diffusée intégralement le 9 juillet 2020. Les épisodes, sans titre, sont numérotés de un à sept.

## Autour de la série
Pour combattre les Immortels, le Protecteur d'Istanbul est aidé de trois objets ottomans fabriqués au temps du sultan Mehmed II : une bague avec une pierre précieuse qui brille lorsqu'un Immortel est tout près, une chemise qui protège le Protecteur ainsi qu'une dague spéciale qui permet de tuer un Immortel. 
La chemise dont il est question dans la série a une réalité historique puisque de telles chemises, censées protéger le porteur du mal, ont existé. Il s'agit des chemises talismaniques (Tılsımlı Gömlekler) dont on en retrouve quelques exemplaires au Palais de Topkapı. Fabriquées par des astrologiens ou hommes religieux importants à la demande du souverain ottoman, elles étaient ornées de formes géométriques et numérologiques mais aussi de versets coraniques. Plusieurs sultans, comme Soliman le Magnifique ou encore Mehmed II, mais aussi des janissaires ont porté ce genre d'habits,,.

## Accueil critique
La série obtient une note moyenne de 7,7/10 (19 871 votes) sur iMDB, 3,8/5 (116 votes) sur Allociné et 5,5/10 (74 votes) sur SensCritique.
Le HuffPost maghrébin décrit « un résultat qui n’est pas révolutionnaire mais plaira aux spectateurs lassés de voir toujours des héros américains sauver le monde. »